# Delta I

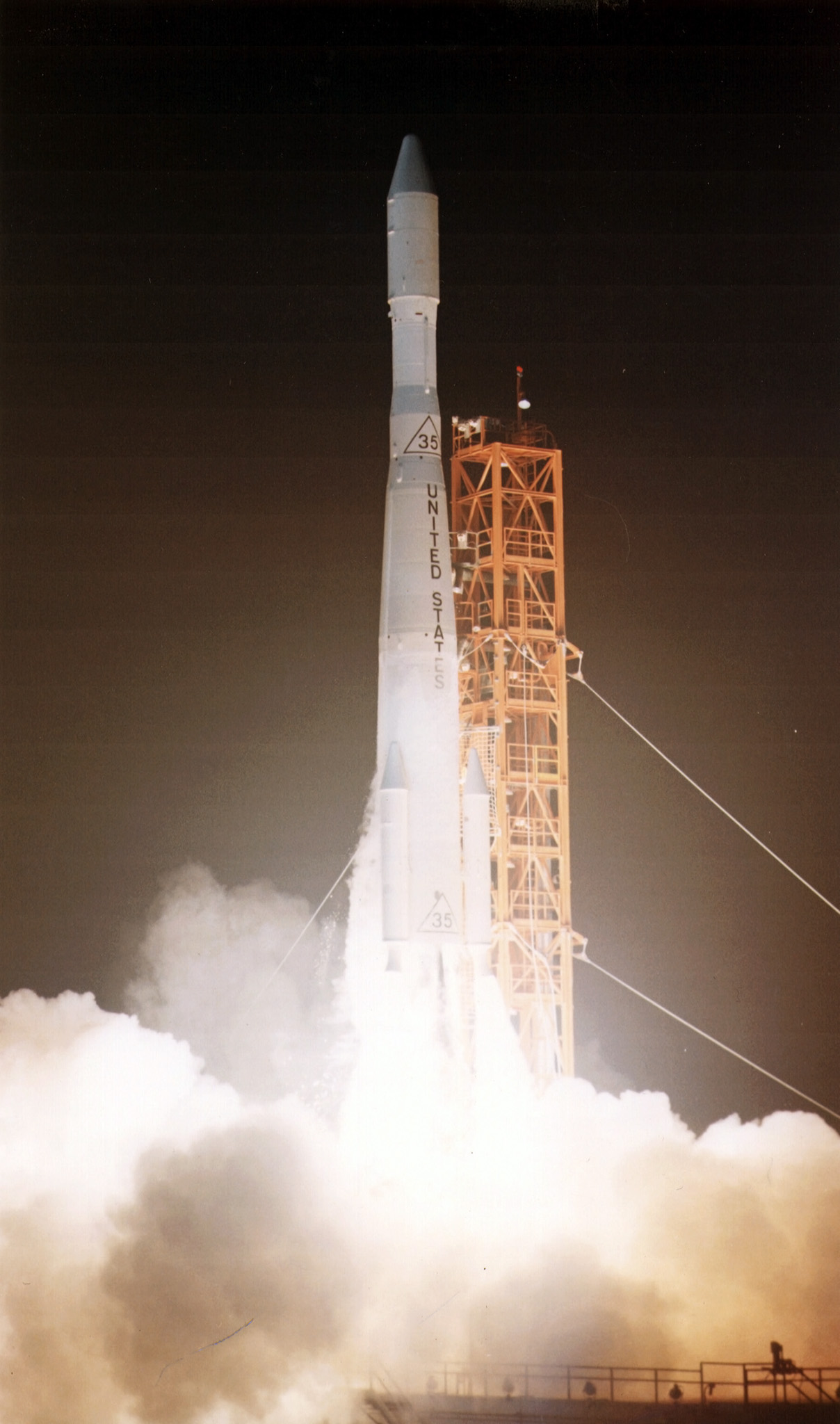

El cohete lanzador Delta I fue la primera serie de cohetes Delta desarrollados por Douglas Aircraft para la NASA. Estuvo en servicio desde 1960 hasta la suspensión por el desarrollo del Transbordador Espacial en 1984.

## Historia
Sus orígenes se remontan al período comprendido en los días inmediatamente posteriores al lanzamiento soviético del Sputnik en 1957. Como respuesta a las innovaciones soviéticas, la empresa, por aquel entonces conocida como Douglas Aircraft-Missiles and Space Division, propuso la modificación de su misil balístico de medio alcance denominado Thor y fabricado bajo demanda de la Fuerza Aérea Norteamericana (USAF), para su utilización como lanzador autopropulsado encargado de la puesta en órbita de satélites.
El primer intento por parte de la NASA de lanzar un satélite a bordo de la nave de carga Thor-Delta recibió el nombre de ECHO I y tuvo lugar en mayo de 1960. Pese al fracaso de la misión, el posterior lanzamiento del satélite ECHO IA el 12 de agosto de 1960 permitió que el proyecto de convertir los cohetes Delta empezaran a ser una realidad.
El posterior empuje por parte de la Administración Central Estadounidense a la lucha por la supremacía espacial contribuyó notablemente al perfeccionamiento de los sistemas empleados y, con ello, al rápido desarrollo de la saga Delta.
Hasta principios de los años 1980 el lanzador Delta vio incrementado su tamaño y capacidad, siendo utilizado por la NASA como vehículo primario para poner en órbita satélites de comunicaciones públicas, atmosféricos, científicos y para la exploración planetaria. Sin embargo, tras 24 años de servicio prácticamente ininterrumpido, la producción del lanzador Delta se vio detenida. En su lugar, se impulsaron los planes para asignar los lanzamientos de satélites al prometedor proyecto del Transbordador Espacial.
- Datos: Q5802012